# 큰 사랑으로 대해줘
〈큰 사랑으로 대해줘〉(大きな愛でもてなして 오키나아이데모테나시테[*])는 ℃-ute의 세 번째 인디즈 싱글이다.

## 개요
TV 도쿄계 애니메이션 《키라링☆레볼루션》의 제2기 닫는 곡이다. 2007년 12월 5일에 발매된 컴필레이션 음반 《츤쿠♂ 베스트 작품집 (하) “샤란Q: 모닝구무스메” (츤쿠♂ 예능생활 15주년 기념 앨범)》에 수록되어있으며, 부속 부클릿에는 이 곡의 파트 구분이 기제되어있다.

## 수록곡
| #  | 제목                                          | 작사·작곡 | 편곡 | 재생 시간 |
| -- | --------------------------------------------- | --------- | ---- | --------- |
| 1. | 〈큰 사랑으로 대해줘〉 (大きな愛でもてなして) | 츤쿠      |      |           |
| 2. | 〈큰 사랑으로 대해줘 (Instrumental)〉         |           |      |           |